# گمژه
گمژه (به مجاری:  Gemzse) یک منطقهٔ مسکونی در مجارستان است که در سابولچ-ساتمار-برگ واقع شده‌است. گمژه ۱۳٫۶۰ کیلومتر مربع مساحت و ۹۳۰ نفر جمعیت دارد.